# Gallo (Burkina Faso)
Pour les articles homonymes, voir Gallo.
Ne doit pas être confondu avec Galla (Burkina Faso).
Gallo est une localité située dans le département de Sapouy de la province du Ziro dans la région Centre-Ouest au Burkina Faso.

## Géographie
Gallo est située sur la route nationale 6 à 15 km au nord-est de Sapouy. Elle se trouve à l'entrée du parc national Kaboré-Tambi.

## Éducation et santé
Gallo accueille un centre de santé et de promotion sociale (CSPS).